# Тарнаев, Александр Петрович
Александр Петрович Тарнаев (род. 13 ноября 1952 года) — депутат Государственной Думы шестого созыва. Член КПРФ. Член комитета ГД по обороне. Первый помощник Председателя ЦК КПРФ Г. А. Зюганова.

## Биография
В 1974 году окончил Ульяновское высшее военное командное училище связи им. Г. К. Орджоникидзе.
С 1987 по 1991 год — контрразведка особо важных объектов стратегического назначения.
С 1993 года начальник службы безопасности КПРФ.

## Награды
- Благодарность Президента Российской Федерации (9 октября 2014 года) — за заслуги в укреплении законности, активную законотворческую деятельность и многолетнюю добросовестную работу[3].